# يوكو تاكاياما
يوكو تاكاياما (بالكانا:たかやま ゆうこ) هي عارضة أزياء وممثلة يابانية، ولدت في 13 أكتوبر 1992 في اليابان.

## وصلات خارجية
- يوكو تاكاياما على موقع IMDb (الإنجليزية)
- يوكو تاكاياما على موقع قاعدة بيانات الفيلم (الإنجليزية)